# Massacre du parc national du W
Le massacre du parc national du W est survenu le 8 février 2022 lorsque des extrémistes islamiques ont bombardé deux véhicules de patrouille d'African Parks dans le parc national du W au Bénin, tuant huit personnes. L'incident est l'un des pires attentats terroristes de l'histoire du pays.

## Contexte
Le Bénin est plus stable que la plupart des autres pays d'Afrique de l'Ouest et est l'un des rares pays à ne pas avoir de problème majeur de terrorisme. Cependant, à partir de fin 2021, le terrorisme a commencé à s'infiltrer de l'étranger, en particulier du Sahel. En décembre 2021, l'attaque de Porga s'est produite lorsque des hommes armés (probablement du Burkina Faso) ont attaqué un avant-poste militaire près de la ville de Porga dans le département d'Atacora, tuant deux soldats. En janvier 2022, un véhicule militaire est entré en collision avec un engin explosif improvisé, tuant deux personnes.

## Massacre
Le mardi 8 février 2022, un véhicule de patrouille dans le parc national du W recherchait des braconniers lorsque leurs véhicules ont heurté deux mines terrestres posées par les terroristes. Sur les huit personnes tuées dans l'explosion, cinq étaient des gardes du parc, un était un responsable du parc, un officier de police français âgé de 50 ans et un soldat,,. Dix personnes ont été blessées,.

## Conséquences
Les autorités françaises ont accepté d'ouvrir une enquête après avoir appris qu'un citoyen français figurait parmi les morts,. African Parks a publié une déclaration selon laquelle ils travaillaient avec les autorités françaises et béninoises en réponse au massacre. Des troupes béninoises ont été envoyées dans le parc pour maintenir l'ordre. Les autorités gouvernementales ont également tenu une réunion pour discuter de l'attaque.
Le 10 février, un autre attentat à la bombe en bord de route a tué un civil et un garde forestier. Le garde forestier a d'abord survécu à l'attentat à la bombe, mais est décédé après avoir été attaqué par les auteurs.
Le 10 février, les forces armées françaises ont bombardé une base tenue par des rebelles djihadistes dans le sud du Burkina Faso. Le motif officiel invoqué était les représailles du massacre.